# سانحه توپولف-۱۵۴ نیروی هوایی لهستان (۲۰۱۰)

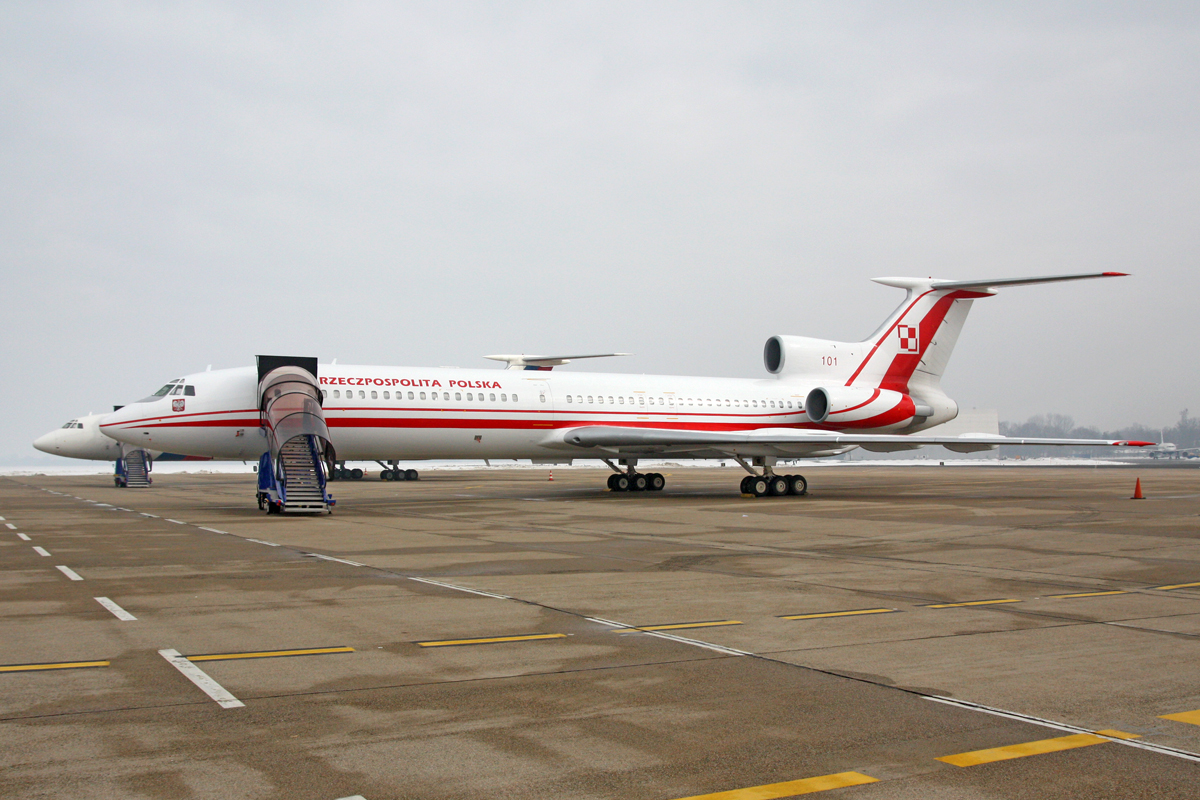
هواپیمای توپولف-۱۵۴ نیروی هوایی لهستان

در روز شنبه ۱۰ آوریل ۲۰۱۰، هواپیمای توپولف-۱۵۴ نیروی هوایی لهستان، در نزدیک فرودگاه شهر اسمالنسک در استان اسمالنسک در غرب روسیه سقوط کرد که نود و شش سرنشین آن از جمله لخ کاچینسکی رئیس جمهور لهستان و همسرش به همراه چند عضو بلندپایه دولت؛ ارتش و مجلس این کشور کشته شدند. این هیئت بلندپایه لهستانی به‌منظور شرکت در مراسم هفتادمین سالگرد کشتار کاتین در حال سفر به روسیه بودند.

## شرایط فرودگاه مقصد
حدود یک ساعت و نیم قبل از پرواز PLF101، پرواز دیگری که حامل خبرنگاران همراه هیئت رییس جمهور لهستان بودند بدون مشکل در فرودگاه مقصد به زمین نشست. با این حال، شرایط آب و هوایی به سرعت رو به وخامت گذاشت. بعد از هواپیمای خبرنگاران، هواپیمای روسی دیگری دو تلاش ناموفق برای نشستن در فرودگاه داشت و در نهایت مجبور به تغییر مسیر به فرودگاه دیگری در نزدیکی مسکو شد. با نزدیک شدن پرواز PLF101، هوا بدتر شد و مه غلیظی فرودگاه را فرا گرفت. برج مراقبت به پرواز PLF101 که در حال نزدیک شدن به فرودگاه بود اعلام کرد شرایط برای فرود هواپیما مناسب نیست. با این حال، کاپیتان پرواز درخواست کرد تا به صورت آزمایشی به فرودگاه نزدیک شوند و امکان فرود را بسنجند.

## شرایط کابین خلبان
با آگاهی از شرایط بد آب و هوایی در فرودگاه مقصد، فضای کابین خلبان بسیار استرس آور بود. حضور فرمانده نیروی هوایی لهستان و نیز مدیر امور اجرایی رییس جمهور در کابین خلبان نیز فشار روانی را بر روی تیم پرواز بیشتر کرده بود. خلبان و کمک خلبان پرواز PLF101 دو سال قبل به عنوان کمک خلبان در پرواز دیگری با حضور رییس جمهور لهستان حضور داشتند. در آن پرواز رییس جمهور لهستان بعد از آغاز پرواز دستور تغییر مسیر به فرودگاه دیگری را داده بود ولی خلبان به این دلیل که نقشه های مربوط به فرودگاه جدید و برنامه ریزی مسیر پروازی را نداشتند از انجام آن سرباز زده بود و این کار وی باعث شده بود چند ماه بعد از خلبانی هواپیمای رییس جمهور کنار گذاشته شود. به همین دلیل، خلبان و کمک خلبان پرواز PLF101، از واکنش منفی رییس جمهور لهستان واهمه داشتند و در جایی از نوار جعبه سیاه هواپیما شنیده می شود که یکی از کمک خلبان ها می گوید "او دیوانه خواهد شد" که احتمالا اشاره به عصبانیت رییس جمهور لهستان در صورت تغییر فرودگاه بوده است. این موضوع نیز فشار روانی بر تیم پرواز را بیشتر کرده بود.
نکته دیگری که باعث افزایش فشار کاری بر روی خلبان شده بود، عدم تقسیم وظایف مناسب بین خلبان و کمک های وی بود. در پروازهای معمولی، یکی از خلبان ها وظیفه هدایت هواپیما و دیگری وظیفه صحبت کردن با برج مراقبت را بر عهده می گیرد. با این حال، در پرواز PLF101 برج مراقبت فرودگاه مقصد که بین المللی نبود به زبان انگلیسی مسلط نبودند و تنها کسی که در تیم پروازی می توانست با آنها به زبان روسی صحبت کند خلبان اصلی بود. در نتیجه، قاعدتا کمک خلبان باید وظیفه هدایت پرواز را به عهده می گرفت. با این حال، به دلیل شرایط بد آب و هوایی، خلبان اصلی خود هدایت پرواز را هم در کنار صحبت کردن با برج مراقبت بر عهده داشت.

## شرایط فرود
در شرایط استرس آور کابین خلبان، تیم پروازی با اتکا به اتوپایلت و دو ایستگاه زمینی NDB موجود در فرودگاه به باند فرود نزدیک شدند. یکی از خلبانان با رادیوی دوم با یکی از خلبانان پرواز قبلی که حامل خبرنگاران هیئت همراه رییس جمهور بودند و یک ساعت و نیم پیش در آن فرودگاه فرود آمده بودند تماس گرفته و در مورد وضعیت آب و هوایی پرس و جو کرده بودند. تیم پروازی آن هواپیما پاسخ دادند "خب وضعیت در اینجا بد مطلق است" و اینکه "ما شانس آوردیم که توانستیم فرود بیاییم". آنها میزان دید در فرودگاه را 200 متر (660 فوت) تخمین زدند و ادامه دادند "شاید بتوانید امتحان کنید ...".
با نزدیک شدن هواپیما به فرودگاه، سیستم هشدار هواپیما اولین هشدار "زمین در روبرو!" را اعلام کرد. این هشدار به این دلیل بود که فرودگاه مقصد که قبلا کاربری نظامی داشته بین المللی نبوده و در پایگاه داده ای سیستم وجود نداشت و به همین دلیل سیستم نمی توانست متوجه شود که هواپیما قصد فرود دارد. شش ثانیه بعد از این هشدار، یکی از اعضای تیم پروازی دکمه تغییر به فشار استاندارد را در سمت خلبان اصلی فشار می دهد. این کار باعث می شود خوانش ارتفاع در سمت خلبان اصلی 170 متر (560 فوت) بیشتر شود و از آنجاییکه سیستم هشدار اطلاعات ارتفاعی را از این فشارسنج می گیرد باعث خاموش شدن هشدارهای آن می شود. با این حال، فشارسنج ثانویه (مکانیکی) خلبان اصلی و همین طور فشارسنج کمک خلبان همچنان ارتفاع درست را نمایش می دهند. با نزدیک شدن به فرودگاه، تیم پروازی متوجه می شوند که دیر اقدام به کاهش ارتفاع کرده اند و برای جبران سرعت کاهش ارتفاع عمودی را به 8 متر در ثانیه (26 فوت در ثانیه) افزایش می دهند که دو برابر نرخ معمول است. این کار باعث افزایش سرعت هواپیما به میزان 35 کیلومتر در ساعت (22 مایل در ساعت) بیش از مقدار موردنظر شد.

## هشدارها
در ارتفاع 200 متری (600 فوت)، موتورها به منظور کاهش سرعت و ارتفاع سریعتر همچنان در حداقل ظرفیت کار می کردند. راهنمای هواپیمای Tu-154 اشاره می کند که در ارتفاع 200 متری می بایست فرود کنسل و هواپیما دور بزند. این به دلیل وقفه 8 ثانیه ای که موتور جت برای رسیدن به حداکثر قدرت خود نیاز دارد. با این حال، تیم پروازی این دستورالعمل را نادیده گرفتند و به فرود ادامه دادند. گزارش نهایی اعلام کرد، از نظر فنی هواپیما تا ارتفاع 40 متری هم همچنان می توانست اوج بگیرد و برای فرود دوباره دور بزند، با این حال ارتفاع 200 متر اولین جایی بود که تیم پروازی می بایست این کار را انجام می دادند.
در ارتفاع 180 متری (590 فوت)، سیستم هشدار هواپیما دوباره هشدار "زمین در روبرو!" را اعلام می کند. با این حال، تیم پروازی به فرود ادامه می دهند (احتمالا به این دلیل که این هشدارها را به نبودن اسم فرودگاه در فهرست فرودگاه های بین المللی پایگاه داده ای سیستم نسبت می دهند). با رسیدن ارتفاع به 100 متر (330 فوت) هیچکدام از خلبانان همچنان اقدام به صعود نمی کنند. یک ثانیه بعد از رسیدن به ارتفاع 100 متری، سیستم هشدار هواپیما هشدار "بالا بکش!" را اعلام می کند. این هشدار صرفا زمانی فعال می شود که سیستم بر این باور است که هر آن امکان برخورد هواپیما با زمین وجود دارد. به همین دلیل، وقتی این هشدار توسط سیستم اعلام می شود، خلبانان می بایست به سرعت موتور را در حداکثر قدرت قرار داده و با بیشترین زاویه مجاز بالا بروند. با این حال، تیم پروازی همچنان به کاهش ارتفاع ادامه می دهند. سیستم هشدار هواپیما دارای تنظیماتی است که می تواند فرودگاه هایی که در فهرست داده ای آن نیستند را در نظر بگیرد تا از دادن هشدارهای اشتباه خودداری کند و به این شکل خلبانان متوجه می شدند که هشدارها واقعی و درست هستند. ولی خلبان ها این تنظیمات را فعال نکرده بودند. با کاهش ارتفاع به زیر 100 متر، برج مراقبت نیز هشداری به خلبانان نداد. 
در 20 ثانیه انتهایی پس از کاهش ارتفاع به زیر 100 متر، خلبان ها ارتفاع 100 متر را از روی ارتفاع سنج راداری اعلام می کنند (رویه نرمال استفاده از ارتفاع سنج فشاری است). ارتفاع سنج راداری ارتفاع را نسبت به زمین فیزیکی زیر هواپیما اعلام می کند و از آنجاییکه زمین قبل از باند فرود در منطقه حالت دره داشته. به همین دلیل، وقتی ارتفاع هواپیما در 60 متری نسبت به سطح دره قرار داشته در واقع نسبت به باند فرود در ارتفاع 15 متری (49 فوت) بوده. در این ارتفاع، کمک خلبان درخواست "برخاست و دور زدن" را اعلام و نسبت به صعود اقدام می کند. به این حال، به دلیل آنکه فرآیند کامل شامل افزایش قدرت موتور به حداکثر و غیرفعال نمودن اتوپایلت را انجام نمی دهد، صعود امکان پذیر نبوده و اتوپایلت همچنان هدایت پرواز را بر عهده داشته است. طبق گزارش نهایی این آخرین فرصتی بوده که در صورت رعایت درست مراحل، همچنان امکان صعود موفق وجود داشت.

## نقطه بدون بازگشت
وقتی تیم پرواز ارتفاع 50 متر را اعلام می کنند، برج مراقبت به آنها می گوید تا دیگر بیش از کاهش ارتفاع ندهند و افقی پرواز کنند. در ارتفاع 20 متر (66 فوت) برج مراقبت هشدار می دهد "ارتفاع را چک کنید، افقی پرواز کنید". داده های پرواز نشان می دهد همزمان با این اعلام، موتور در عرض یک ثانیه از کمترین روی حداکثر قرار داده می شود و اقدام به صعود می شود. در این لحظه، به دلیل قرار داشتن هواپیما در دره قبل از باند فرود، ارتفاع هواپیما در واقع 15 متر (49 فوت) پایین تر از سطح باند فرود بوده است. گزارش تیم روسیه بیان می کند که در این لحظه به احتمال زیاد خلبانان درختان را از درون مه غلیظ دیده اند. اگرچه خلبانان در این لحظه همچنان اتوپایلوت را غیرفعال نکرده بودند، با قرار دادن موتور در حداکثر قدرت باعث غیرفعال شدن قابلیت کنترل ارتفاع آن شدند. با این حال، هواپیما زمان کافی برای صعود نداشته و شروع به برخورد با نوک درختان می کند. 
یکی از درختان که دارای بدنه ای به قطر 30 تا 40 سانتی متر (12 تا 16 اینچ) بود حدود 6.5 متر (21 فوت) از بال چپ را کاملا جدا می کند. لیفت نامتقارن حاصل از این جداشدگی، باعث چرخش هوایپما به سمت چپ می شود. در عرض پنج ثانیه هواپیما معکوس شده و ابتدا با بال چپ و سپس با نوک به زمین برخورد می کند. ضربه حاصل از برخورد نوک هواپیما نیرویی بیشتر از 100g داشته و تمام سرنشینان در دم جان می بازند. نتیجه تحقیقات نشان می دهد که حتی بدون برخورد با این درخت هم هواپیما به دلیل زاویه بیش از حد در حالت صعودی بعد از دو ثانیه به زمین برخورد می کرد. طبق گزارش لهستانی، نواحی امن اطراف فرودگاه ها توسط قوانین بین المللی (شامل قوانین روسیه و لهستان) می بایست به گونه ای باشد که عاری از موانعی در فاصله بسیار نزدیک از باند فرود باشد. تحلیل زمین های اطراف فرودگاه نشان داد که موانع موجود در ناحیه امن این فرودگاه، دارای درختانی با ارتفاع بیش از حد مجاز (عمدتا 11-10 متر (36-33 فوت)) بود.
بعد از برخورد با زمین، هواپیما به شدت متلاشی شد و در فاصله تقریبا 200 متری (660 فوتی) از باند فرود و قدری در سمت چپ خط مرکزی باند به صورت معکوس روی زمین پخش شد. آتش کوچکی پس از برخورد شکل گرفت که به سرعت توسط آتش نشانان خاموش شد.

## کشته‌شدگان
فرماندار شهر اسمالنسک تایید کرد که هیچ کدام از سرنشینان زنده نمانده اند. نخست وزیر روسیه، ولادیمیر پوتین، گفت که کشته شدگان برای شناسایی به مسکو منتقل خواهند شد. بدن رییس جمهور لهستان در همان شهر اسمالنسک شناسایی شد و در 11 آوریل مستقیما با پروازی به ورشوی لهستان منتقل شد.
برخی از کشته شدگان پرواز PLF101 عبارتند از:
- رئیس جمهور لهستان، لخ کاچینسکی
- همسر رئیس جمهور، ماریا کاچینسکی
- رئیس ستاد مشترک ارتش لهستان
- وزیر امورخارجه لهستان
- رئیس بانک مرکزی لهستان
- چندین نماینده مجلس لهستان
- چندین سناتور مجلس سنای لهستان
- چندین مورخ برجسته لهستانی
- رییس کمیته المپیک لهستان